# En beneficio de todos
En beneficio de todos es el séptimo álbum de estudio lanzado al mercado por el grupo de punk-rock español Siniestro Total. Llegó a alcanzar la certificación de disco de oro tras vender más de 50 000 copias. Fue grabado en los estudios Trak de Madrid, con la producción de Eugenio Muñoz, en 1990 y fue el último de la banda editado por la discográfica DRO. Para su grabación se empleó una sección de vientos que incluía trompeta, saxo y trombón, además de un violonchelo y de la voz de dos sopranos. Contó con colaboraciones como la del Maestro Reverendo con acordeón y piano. El tema 11 "Vamos muy bien" es una versión del grupo de Heavy Metal Obús, de su tercer álbum El que más de 1984. 

## Lista de canciones

### Temas de la primera edición
1. «Max, estás hecho una pena» - 3:10
2. «La prueba de sonido» - 0:12
3. «Ay, Dolores» - 4:37
4. «La lección de música 1» - 0:14
5. «Devorao» - 2:55
6. «La preshistoria del blues» - 0:31
7. «La historia del blues» (Vol. 1) - 2:50
8. «La presentación» - 0:14
9. «Camino de la cama» - 3:33
10. «¡Cuánto chabolismo!» - 0:41
11. «Vamos muy bien» - 3:10
12. «Barman» - 0:23
13. «Todo por la napia» - 3:50
14. «Turbulencias y omelette» - 0:13
15. «Esta vida es una mierda» - 3:50
16. «Czest chic» - 0:13
17. «Dame comida» - 2:43
18. «La lección de música 2»
19. «Paseando sobre el agua» - 3:31
20. «El anticipo» - 0:15

### Temas nuevos de la edición de 2002
- Extraídos del sencillo de regalo incluido con la versión en vinilo del álbum:

1. 1. «La sociedad es la culpable»
  2. «Somos Siniestro Total» (versión de «Highway to Hell» de AC/DC)

- Cara B del sencillo «Camino de la cama»:

1. 1. «Este rock and roll está desafinado»

- Cara B del sencillo «Devorao»:

1. 1. «Honky tonk men» (versión de «Honky Tonk Women» de Rolling Stones)

- Tema del álbum tributo a Poch «El chico más pálido de la playa de Gros»:

1. 1. «Taxi, conduzca por la sombra»